# Akustika
Akustika (grč. ἀϰουστıϰός: slušni) je grana fizike koja se bavi proučavanjem nastajanja, širenja i osjetom zvuka. Zvuk je osjet što ga prima ušni živac našeg uha. Da se ušni živac podraži na osjet zvuka, potreban je izvor zvučne energije i sredstvo (medij) koje tu energiju prenosi od izvora do našeg uha. Izvor zvuka je uvijek mehaničko titranje nekog tijela. Kad udarimo o neki predmet, na primjer trgnemo napetu žicu, čujemo zvuk, a taj osjet zvuka prestaje čim spriječimo da tijelo titra. Energija zvuka širi se nekim sredstvom (medijem) u obliku mehaničkog vala. To sredstvo je obično zrak, a može biti i tekuće ili elastično čvrsto tijelo. Bez sredstva u kojem se šire mehanički valovi ne možemo čuti zvuk. Prema pravilnosti titranja razlikujemo ton, šum i buku. Ton je zvuk koji se sastoji od harmoničkih titraja, dok su šum i buka smjesa titraja različitih frekvencija i amplituda.
Čovječje uho ne zamjećuje sve mehaničke titraje već samo one kojima frekvencija leži u granicama od 16 do 20 000 Hz. Titraje niske frekvencije zamjećuje uho kao dubok, a titraje visoke frekvencije kao visok ton, dok su titraji frekvencije niže od 16 a više od 20 000 Hz za naše uho nečujni. Te su granice osjetljivosti uha za frekvencije mehaničkih titraja pojedinačne, to jest različite za pojedine ljude. Neki čuju vrlo visoke titraje, a drugi ne.
Zvuk se širi u longitudinalnim valovima, ali zvuk nije dio elektromagnetskog spektra kao što su to svjetlosni ili radio valovi. Zvuk nastaje kada neka materija vibrira. Frekvencija tih vibracija mjeri se jedinicama koje se nazivaju herci (prema njemačkom fizičaru Heinrichu Rudolfu Hertzu koji je dao veliki fizikalni doprinos u elektromagnetizmu). Herci se označavaju oznakom Hz. Pojam frekvencija odnosi se na broj titraja u sekundi, a varijacije u frekvenciji zvuka proizvode njegovu visinu, odnosno zvuk visokog ili niskog tonaliteta. 

## Svojstva zvuka